# One Direction

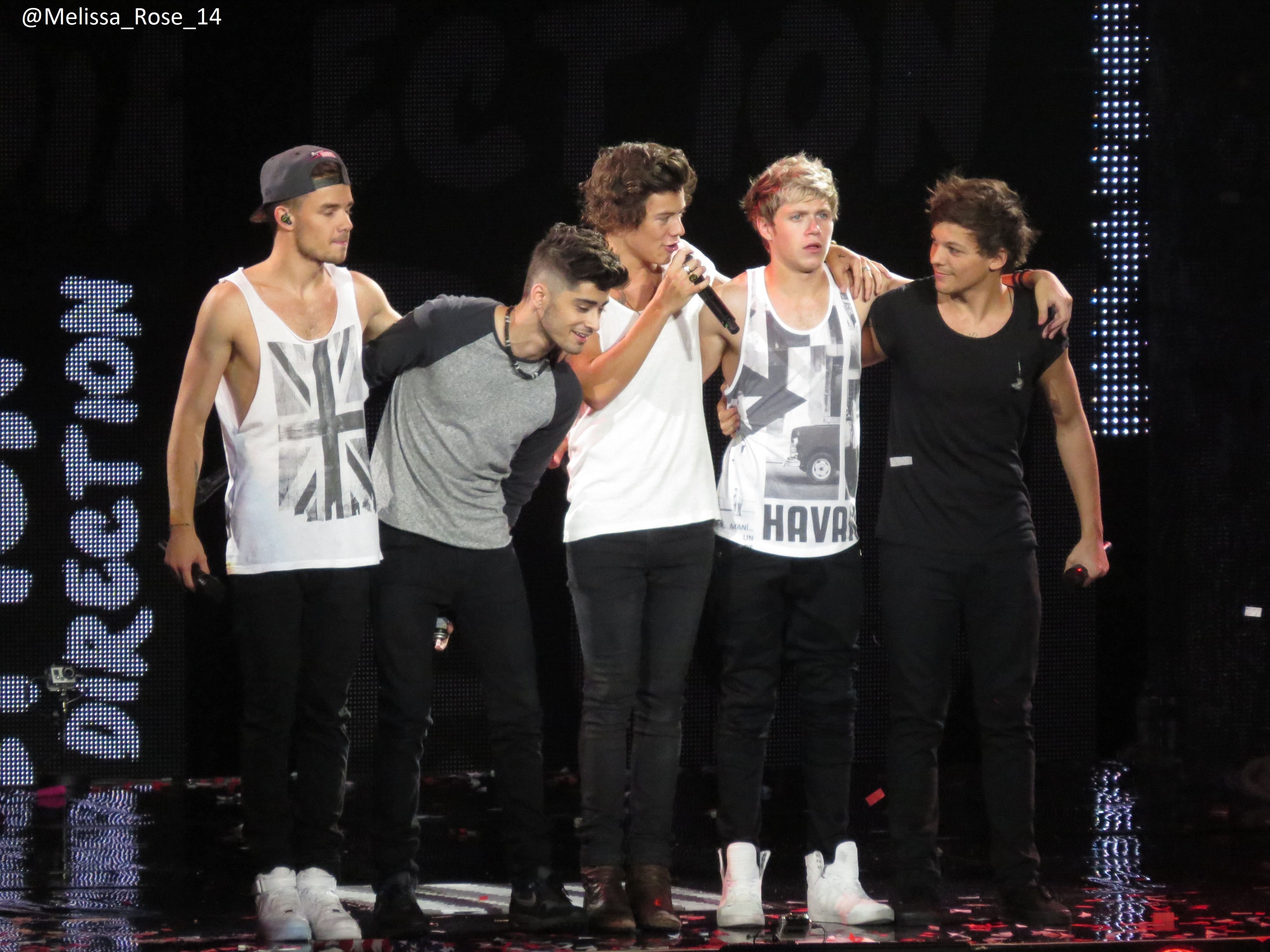
De bandleden van One Direction (met voormalig lid Zayn Malik) v.l.n.r. Liam Payne, Zayn Malik, Harry Styles, Niall Horan en Louis Tomlinson

One Direction (vaak afgekort als 1D) was een boyband uit het Verenigd Koninkrijk en Ierland, bestaande uit Niall Horan, Liam Payne, Harry Styles, Louis Tomlinson en Zayn Malik. Malik maakte tot 25 maart 2015 deel uit van de band. De vijf oorspronkelijke leden eindigden in 2010 als derde in het Britse talentenjachtprogramma The X Factor. De groep kondigde in 2015 aan hun carrière voor 18 maanden te onderbreken echter is er nog geen reünie geweest. Ze traden in december van dat jaar voor het laatst op.

## Geschiedenis
Horan, Malik, Payne, Styles en Tomlinson meldden zich in 2009 aan als solokandidaat voor The X Factor. Ze konden uiteindelijk niet doorstromen naar de categorie 'Jongens', maar nog op het podium werd hen voorgesteld verder te gaan als groep, waarmee ze akkoord gingen. Hun coach werd Simon Cowell. Na vier weken waren ze Cowells laatste act, die nog meedeed. One Direction eindigde als derde. Na The X Factor lekte hun single Forever young uit, die uitgebracht zou zijn als ze gewonnen zouden hebben. Sociale media, in combinatie met een uitgekiende marketingstrategie, zorgden vervolgens voor een heuse wereldwijde hype rond de band.
Na The X Factor tekende de groep een platencontract met Syco Records. Ook publiceerden ze twee boeken, Forever Young, dat uitkwam op 17 februari 2011, en Dare to dream: Life as One Direction, dat op 15 september 2011 verscheen. Samen met negen andere X-Factor-deelnemers maakte One Direction een tournee door het Verenigd Koninkrijk en Ierland.
Hun eerste single What makes you beautiful kwam op 11 september 2011 uit en stond de week erna al op nummer 1 in de UK Singles Chart. Hun tweede single Gotta be you kwam op 14 november uit en op 21 november 2011 verscheen hun eerste album Up all night. Op 21 februari 2012 won One Direction de Brit Award ‘British Single’ voor hun single What makes you beautiful. Een maand later, op 21 maart 2012, stond hun album Up all night nummer 1 in de Amerikaanse Billboard 200, één dag nadat het daar uitkwam. Daarmee braken ze een record.
Op 12 november 2012 kwam het tweede album Take me home uit. De eerste single van dit album, Live while we're young, kwam op 30 september uit. In Duitsland won One Direction de Bambi 2012 in de categorie Pop International op 22 november 2012.
In januari 2013 trad de groep op in Tokio. Daar begon ook het filmen voor de documentaire One Direction: This Is Us, die in augustus 2013 uitkwam. Van februari tot november 2013 maakt de groep de Take Me Home Tour door achtereenvolgens Europa (met op 3 mei een optreden in het Ziggo Dome in Amsterdam), Noord-Amerika, Australië en Nieuw-Zeeland.
Op 16 mei 2013 kondigde de band hun eerste stadiontournee aan, de Where We Are Tour. Deze begon in april 2014. Van de opbrengst van deze tournee ging £200.000 naar Sta op tegen kanker.
Op 23 november 2013 organiseerde de band 1D Day, een dag voor de fans van One Direction. Deze vormde een mijlpaal van 7,5 uur sociale interactie via YouTube met liveoptredens, bekende gasten waaronder Simon Cowell, Cindy Crawford, Piers Morgan, Jerry Springer en nog veel meer. Het evenement was uniek, niet alleen vanwege de lange looptijd, ook vanwege het ongekende gebruik van sociale media, waarbij fans direct konden communiceren met de band via Google Hangouts.
Midnight memories, het derde album, werd wereldwijd uitgebracht op 25 november 2013. Het album kwam binnen op nummer 1 in zowel het Verenigd Koninkrijk als de Verenigde Staten, waardoor One Direction de eerste groep werd die binnenkwam op nummer 1 in de Billboard 200 met hun eerste drie albums.
Op 28 juli 2014 kondigde One Direction een nieuwe concertfilm aan met de titel One Direction: Where We Are - The Concert Film. In de film is een concert van 28 en 29 juni te zien, dat plaatsvond in het San Siro Stadion. Een autobiografie genaamd Who We Are kwam uit op 25 september 2014.
Four, het vierde studioalbum van de band, werd uitgebracht op 17 november 2014.
In 2013 en 2014 won de groep in de Franse NRJ Music Awards de prijs voor beste buitenlandse groep. Bovendien won het lied Best song ever in 2014 de prijs voor beste buitenlandse nummer.
Op 25 maart 2015 besloot Malik te stoppen met zijn aandeel in One Direction. De overige vier leden gingen door als kwartet. Er was geen sprake van ruzie binnen de groep. Malik maakte bekend te stoppen om een rustiger leven te kunnen leiden.
Op 31 juli 2015 werd Drag me down uitgebracht. Dit was de eerste single van hun vijfde studioalbum en tevens hun eerste single na het vertrek van Zayn Malik.
Op 23 augustus 2015 maakten de leden bekend vanaf maart 2016 voor ten minste een jaar allen hun eigen weg te gaan. Ze benadrukten dat dit geen definitief einde voor One Direction zou betekenen.
Made in the A.M., het vijfde album van One Direction, kwam uit op 13 november 2015.
Op 26 januari 2016 verscheen het nummer History, samen met een bijpassende muziekvideo waarin beelden van 2010 tot dan te zien zijn. Ook komt voormalig lid Zayn Malik voor in de video.

## Leden

### Laatstelijk

#### Niall Horan

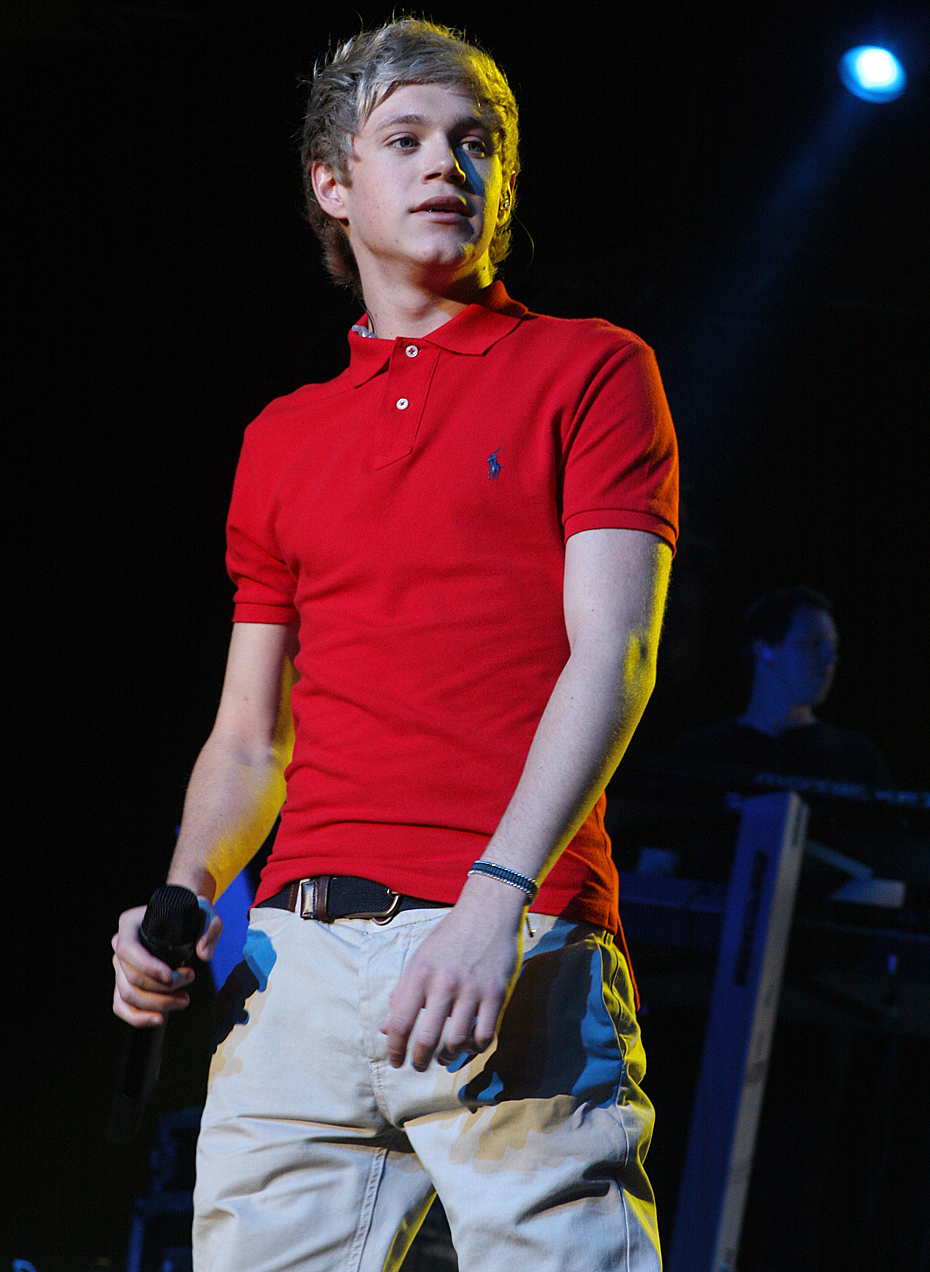
Niall Horan

Niall James Horan, geboren op 13 september 1993, komt uit Mullingar, Westmeath, Ierland.
Hij is de enige van de band die van Ierse afkomst is. Hij heeft een oudere broer genaamd Greg. Zijn ouders scheidden toen hij vijf was. Hij en zijn broer Greg leefden een tijdje afwisselend bij hun vader, Bobby, en hun moeder, Maura, maar na een aantal jaren besloten ze bij hun vader in Mullingar te blijven wonen. Niall was een leerling bij Coláiste Mhuire, een christelijke jongensschool. Hij zat in het schoolkoor en trad jaarlijks op rond Kerstmis.
Voordat hij meedeed aan de The X Factor trad hij op in Ierland als bijvoorbeeld het voorprogramma van Lloyd Daniels in Dublin. Horan speelt gitaar sinds zijn kindertijd. Hij is ook een grote swingfan en fan van Frank Sinatra, Dean Martin en Michael Bublé, rockfan en fan van The Eagles, Bon Jovi, The Script en Justin Bieber. Hij droomde ervan om ooit eens te zingen met Justin Bieber.

#### Liam Payne

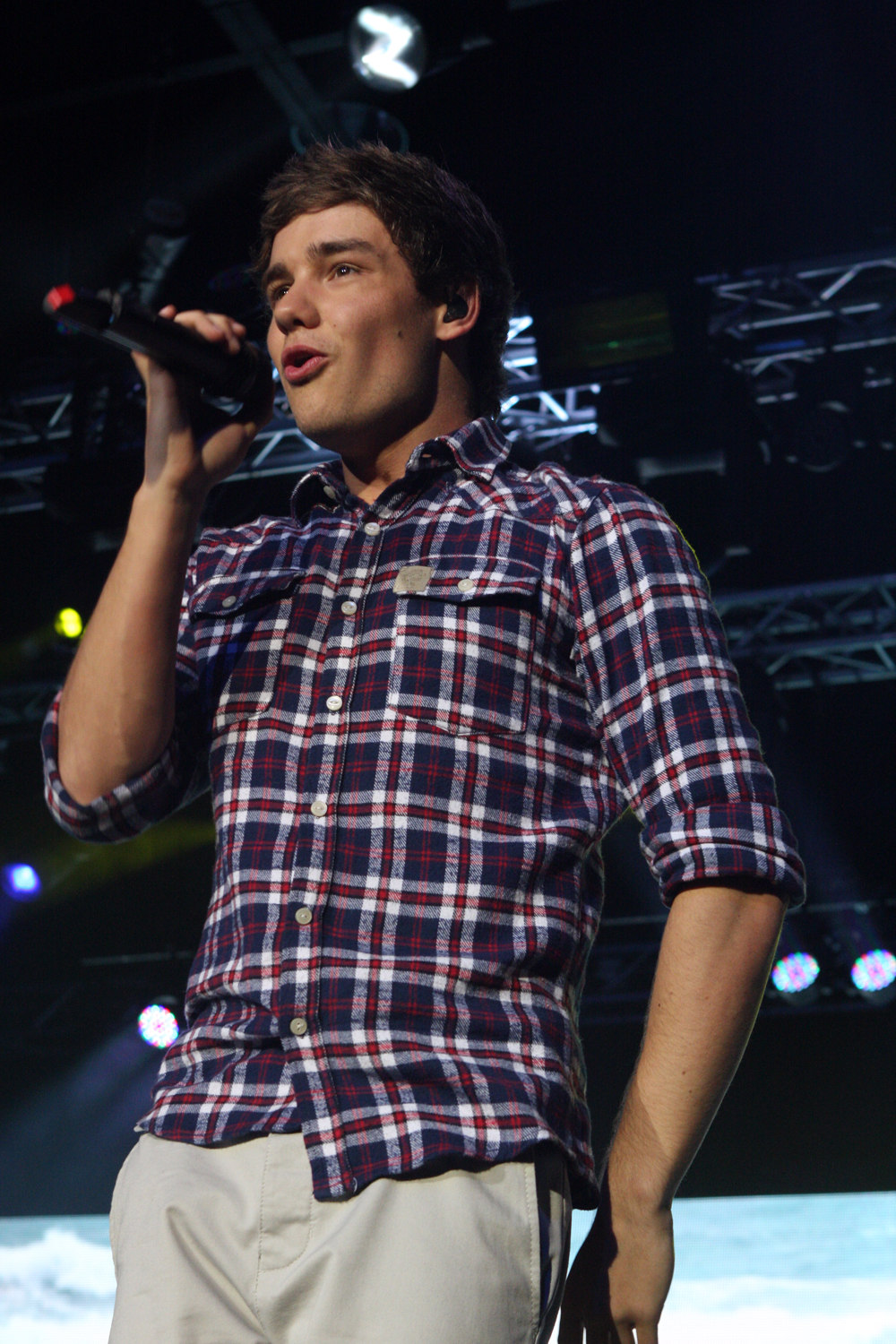
Liam Payne

Liam James Payne, geboren op 29 augustus 1993, kwam uit Wolverhampton, West Midlands, Engeland. Hij had twee oudere zussen. Tot hij 4 jaar was, werd hij regelmatig getest in het ziekenhuis nadat dokters hadden gemerkt dat een van zijn nieren beschadigd was en niet goed werkte. Elke morgen en avond kreeg hij 32 injecties in zijn arm tegen de pijn. Als leerling was hij zwaar betrokken in sport. Hij werd gepest op de middelbare school en nam bokslessen toen hij twaalf was. Hij studeerde muziektechnologie bij het City of Wolverhampton College. Hij overleed op 16 oktober 2024 op 31-jarige leeftijd na een val van een hotelbalkon in Buenos Aires.
Hij had een keer opgetreden voor een publiek van 26.000 mensen bij een voetbalmatch van Wolverhampton Wanderers. Hij deed de eerste keer auditie voor The X Factor in 2008 toen hij veertien was, in de vijfde serie. Toen bereikte hij de "Judges' Houses", maar Cowell vond dat hij nog niet klaar was voor de wedstrijd en vroeg hem om over twee jaar terug te komen. Liam zag Justin Timberlake als een van zijn grootste invloeden. Hij zegt ook dat hij veel inspiratie haalde van de optredens van Take That-bandlid Gary Barlow. In maart 2017 kreeg Payne met zijn vriendin Cheryl Tweedy een zoon.

#### Harry Styles

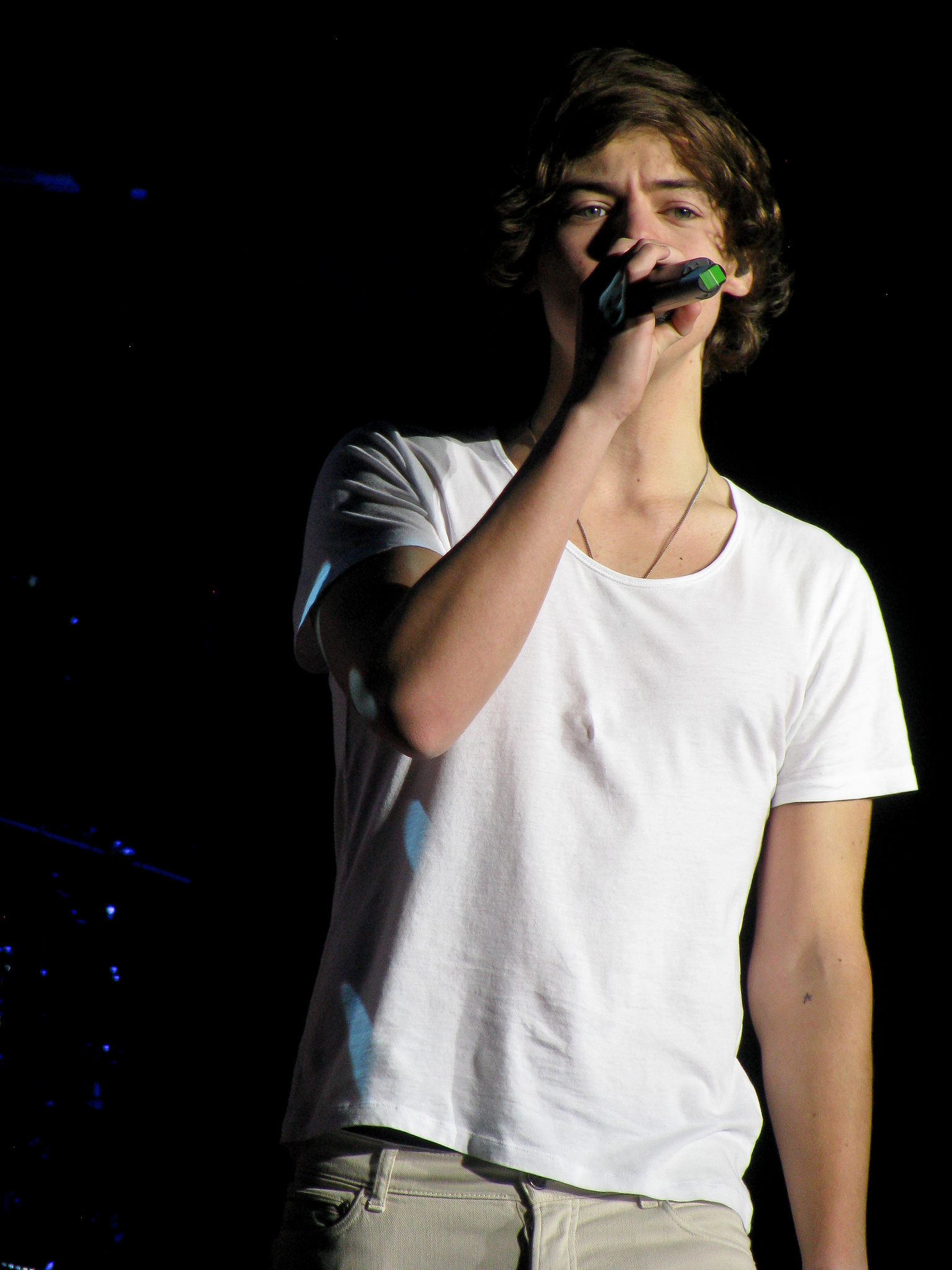
Harry Styles

Harry Edward Styles, geboren op 1 februari 1994, komt uit Holmes Chapel, Cheshire, Engeland. Hij heeft een oudere zus. Hij was zeven jaar toen zijn ouders scheidden, zijn moeder hertrouwde later.
Styles was de leadzanger van de band White Eskimo met als hoofdgitarist Haydn Morris, basgitarist Nick Clough en drummer Will Sweeny. Als kind hield Harry al van zingen; hij noemt Elvis Presley zijn belangrijkste muzikale invloed. Harry rekent ook zijn contemporaine collega's Foster the People en Coldplay tot zijn muzikale invloeden. Harry heeft nu ook meerdere Grammy Awards te pakken, waaronder ‘Album Of The Year’, die hij won voor Harry’s House.

#### Louis Tomlinson

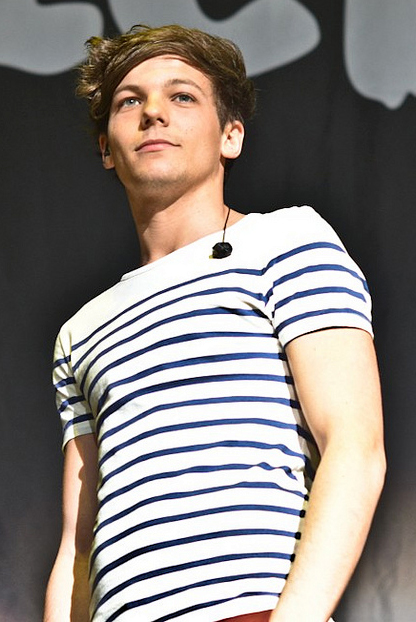
Louis Tomlinson

Louis William Tomlinson, geboren op 24 december 1991, komt uit Doncaster, South Yorkshire, Engeland. Zijn ouders scheidden toen hij nog jong was en hij nam de achternaam van zijn stiefvader aan. Hij heeft vijf jongere halfzusjes en een jonger halfbroertje. Twee ervan hadden een rol als baby's bij de televisieserie Fat Friends waar hij meedeed als figurant. Na Fat Friends ging hij naar een acteerschool in Barnsley. Hij had kleine rolletjes in een ITV1-film If I Had You en de BBC-dramaserie Waterloo Road. Hij was een leerling aan de Hall Cross School, een staatsschool, en was een voormalige leerling op de Hayfield Highschool. Hij bekende dat hij zijn eerste jaar op de Hayfield School niet had gehaald en het heeft overgedaan op de Hall Cross School. In januari 2016 werd Tomlinson vader van een zoon.

### Voormalig

#### Zayn Malik

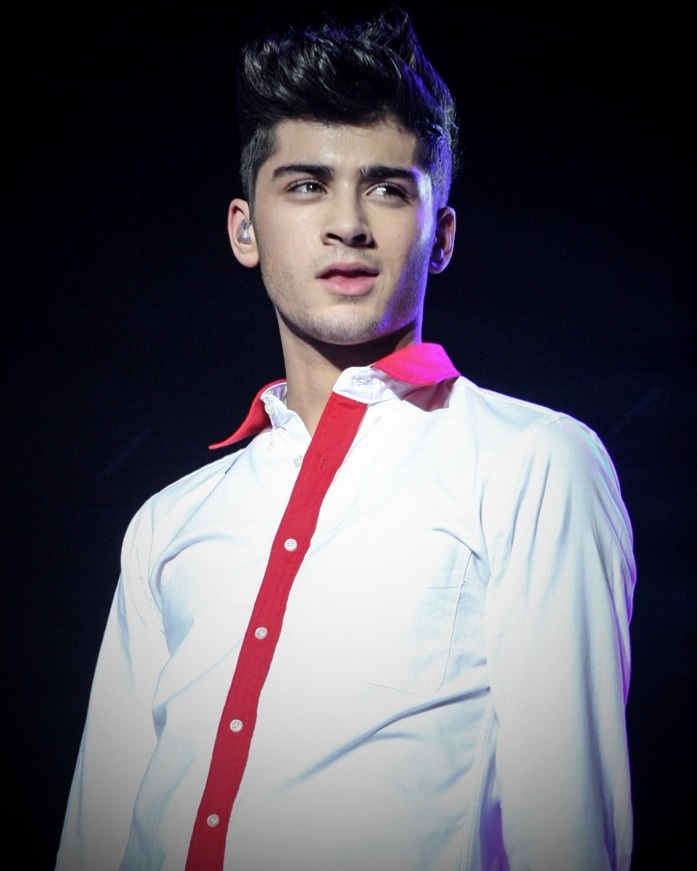
Zayn Malik

Zain Javadd "Zayn" Malik, geboren op 12 januari 1993, komt uit West Lane Baildon, Bradford, Engeland. Hij is geboren in het Saint Luke-ziekenhuis in Bradford. Zijn vader is van Brits-Pakistaanse afkomst en zijn moeder is Brits. Hij heeft één oudere zus en twee jongere zusjes. Hij groeide op in East Bowling en was leerling op de Lower Fields lagere school. Daarna ging hij naar de Tong middelbare school, een staatsschool. Malik paste niet bij zijn twee vorige scholen wegens zijn gemengde afkomst. Hij zei dat nadat hij en zijn oudere zus van school waren gewisseld, hij zich beter voelde. Nadat hij op twaalfjarige leeftijd op de andere school was terechtgekomen, begon hij trots te zijn op zijn uiterlijk.
Omdat zijn carrière hem te veel stress bezorgde overwoog Malik in 2015 te stoppen met zijn aandeel in One Direction. Op 25 maart 2015 maakte hij officieel bekend te stoppen bij de band. Malik was van 2012 tot 2015 samen met Little Mix-zangeres Perrie Edwards. Sinds 2016 heeft hij een relatie met model Gigi Hadid. In oktober 2020 werden Zayn en Gigi ouders van hun dochter Khai Hadid Malik. Zayn en Gigi zijn niet meer samen.

## Discografie

### Albums
| Album met eventuele hitnotering(en) in de Nederlandse Album Top 100 | Datum van verschijnen | Datum van binnenkomst | Hoogste positie | Aantal weken | Opmerkingen |
| ------------------------------------------------------------------- | --------------------- | --------------------- | --------------- | ------------ | ----------- |
| Up all night                                                        | 21-11-2011            | 26-11-2011            | 7               | 73           |             |
| Take me home                                                        | 09-11-2012            | 17-11-2012            | 1(1wk)          | 85           |             |
| Midnight memories                                                   | 25-11-2013            | 30-11-2013            | 2               | 43           |             |
| Four                                                                | 17-11-2014            | 22-11-2014            | 1(1wk)          | 20           |             |
| Made in the A.M.                                                    | 13-11-2015            | 21-11-2015            | 3               | 45           |             |

| Album met hitnotering(en) in de Vlaamse Ultratop 200 albums | Datum van verschijnen | Datum van binnenkomst | Hoogste positie | Aantal weken | Opmerkingen |
| ----------------------------------------------------------- | --------------------- | --------------------- | --------------- | ------------ | ----------- |
| Up All Night                                                | 21-11-2011            | 26-11-2011            | 7               | 96           |             |
| Take Me Home                                                | 09-11-2012            | 17-11-2012            | 1(1wk)          | 186          | Goud        |
| Midnight Memories                                           | 25-11-2013            | 07-12-2013            | 1(1wk)          | 268*         | Goud        |
| Four                                                        | 17-11-2014            | 29-11-2014            | 1(1wk)          | 217*         |             |
| Made in the A.M.                                            | 13-11-2015            | 21-11-2015            | 1(1wk)          | 201*         |             |

### Singles
| Single met eventuele hitnotering(en) in de Nederlandse Top 40 | Datum van verschijnen | Datum van binnenkomst | Hoogste positie | Aantal weken | Opmerkingen                               |
| ------------------------------------------------------------- | --------------------- | --------------------- | --------------- | ------------ | ----------------------------------------- |
| What Makes You Beautiful                                      | 11-09-2011            | -                     | -               | -            | Nr. 63 in de Single Top 100               |
| One Thing                                                     | 06-01-2012            | 03-03-2012            | tip2            | -            | Nr. 72 in de Single Top 100               |
| Live While We're Young                                        | 28-09-2012            | 13-10-2012            | 22              | 10           | Nr. 3 in de Single Top 100                |
| Little Things                                                 | 12-11-2012            | 24-11-2012            | tip13           | -            |                                           |
| Kiss You                                                      | 17-11-2012            | 02-02-2013            | 15              | 9            | Nr. 30 in de Single Top 100 / Alarmschijf |
| One Way or Another (Teenage Kicks)                            | 17-02-2013            | 02-03-2013            | 8               | 16           | Nr. 1 in de Single Top 100                |
| Best Song Ever                                                | 22-07-2013            | 03-08-2013            | 16              | 8            | Nr. 5 in de Single Top 100                |
| Story of My Life                                              | 28-10-2013            | 09-11-2013            | 20              | 10           | Nr. 3 in de Single Top 100                |
| Diana                                                         | 18-11-2013            | -                     | -               | -            | Nr. 3 in de Single Top 100                |
| Midnight Memories                                             | 20-11-2013            | 15-02-2014            | tip17           | -            | Nr. 5 in de Single Top 100                |
| Strong                                                        | 20-11-2013            | -                     | -               | -            | Nr. 4 in de Single Top 100                |
| Don't Forget Where You're Belong                              | 25-11-2013            | -                     | -               | -            | Nr. 31 in de Single Top 100               |
| You & I                                                       | 25-11-2013            | 26-04-2014            | tip17           | -            | Nr. 32 in de Single Top 100               |
| Steal My Girl                                                 | 29-09-2014            | 25-10-2014            | 30              | 8            | Nr. 31 in de Single Top 100               |
| Night changes                                                 | 14-11-2014            | -                     | -               | -            | Nr. 76 in de Single Top 100               |
| Drag Me Down                                                  | 07-08-2015            | 15-08-2015            | 15              | 12           | Nr. 5 in de Single Top 100                |
| Infinity                                                      | 22-09-2015            | 03-10-2015            | tip11           | -            | Nr. 59 in de Single Top 100               |
| Perfect                                                       | 16-10-2015            | 31-10-2015            | 31              | 6            | Nr. 28 in de Single Top 100               |
| History                                                       | 13-11-2015            | 13-02-2016            | tip1            | -            | Nr. 72 in de Single Top 100               |
| If I could fly                                                | 13-11-2015            | -                     | -               | -            | Nr. 89 in de Single Top 100               |
| What a feeling                                                | 13-11-2015            | -                     | -               | -            | Nr. 94 in de Single Top 100               |
| End of the day                                                | 13-11-2015            | -                     | -               | -            | Nr. 96 in de Single Top 100               |

| Single met hitnotering(en) in de Vlaamse Ultratop 50 | Datum van verschijnen | Datum van binnenkomst | Hoogste positie | Aantal weken | Opmerkingen                 |
| ---------------------------------------------------- | --------------------- | --------------------- | --------------- | ------------ | --------------------------- |
| What Makes You Beautiful                             | 2011                  | 12-11-2011            | 8               | 16           | Goud                        |
| One Thing                                            | 2012                  | 28-01-2012            | 37              | 6            |                             |
| Live While We're Young                               | 2012                  | 06-10-2012            | 7               | 14           |                             |
| Little Things                                        | 2012                  | 05-01-2013            | 30              | 7            | Nr. 4 in de Radio 2 Top 30  |
| Kiss You                                             | 2012                  | 19-01-2013            | 30              | 8            |                             |
| One Way Or Another (Teenage Kicks)                   | 2013                  | 23-02-2013            | 5               | 22           | Goud                        |
| Best Song Ever                                       | 2013                  | 03-08-2013            | 12              | 10           |                             |
| Story of My Life                                     | 2013                  | 09-11-2013            | 3               | 13           | Nr. 2 in de Radio 2 Top 30  |
| Diana                                                | 2013                  | 30-11-2013            | 3               | 1            |                             |
| Midnight Memories                                    | 2013                  | 30-11-2013            | 4               | 1            |                             |
| Strong                                               | 2013                  | 30-11-2013            | 6               | 1            |                             |
| Don't Forget Where You Belong                        | 2013                  | 07-12-2013            | 28              | 1            |                             |
| You & I                                              | 2013                  | 07-12-2013            | 17              | 2            |                             |
| Steal My Girl                                        | 2014                  | 11-10-2014            | 15              | 3            | Nr. 11 in de Radio 2 Top 30 |
| Night Changes                                        | 2014                  | 29-11-2014            | tip1            | -            |                             |
| Drag Me Down                                         | 2015                  | 08-08-2015            | 5               | 12           |                             |
| Perfect                                              | 2015                  | 24-10-2015            | 9               | 7            |                             |
| Home                                                 | 2015                  | 31-10-2015            | 37              | 1            |                             |
| History                                              | 13-11-2015            | 06-02-2016            | 44              | 3            |                             |

### Dvd's
| Dvd's met hitnoteringen in de Nederlandse Music Top 30 | Datum van verschijnen | Datum van binnenkomst | Hoogste positie | Aantal weken | Opmerkingen |
| ------------------------------------------------------ | --------------------- | --------------------- | --------------- | ------------ | ----------- |
| Up All Night - The Live Tour                           | 28-05-2012            | 02-06-2012            | 1(5wk)          | 91           |             |
| Where We Are - Live From San Siro Stadium              | 2014                  | 06-12-2014            | 1(2wk)          | 40           |             |

### NPO Radio 2 Top 2000
| Nummers met noteringen in de NPO Radio 2 Top 2000 | '13  | '14 | '15 | '16  | '17  | '18  | '19  | '20 | '21  | '22  | '23  | '24  |
| ------------------------------------------------- | ---- | --- | --- | ---- | ---- | ---- | ---- | --- | ---- | ---- | ---- | ---- |
| Best Song Ever                                    | -    | -   | -   | -    | -    | -    | -    | -   | 1423 | 1308 | 1151 | 691  |
| Night Changes                                     | ×    | -   | -   | -    | -    | -    | -    | -   | -    | -    | -    | 1763 |
| One Way or Another (Teenage Kicks)                | -    | -   | -   | -    | -    | -    | -    | -   | 1954 | 1773 | 1627 | 1107 |
| Story of My Life                                  | 1787 | 809 | 873 | 1750 | 1984 | 1778 | 1501 | 796 | 848  | 794  | 738  | 197  |

1. ↑  Een '-' betekent dat het nummer niet was genoteerd, een '×' betekent dat het nummer nog niet was uitgebracht en een vetgedrukt getal geeft de hoogste notering van een nummer aan.
2. ↑  2013 was het eerste jaar met een notering voor One Direction.

## Film
In 2013 kwam de documentaire One Direction: This Is Us uit in de bioscoop. Deze toont onder meer beelden van optredens in Tokio, Europa en Noord-Amerika, waaronder het optreden in het Ziggo Dome op 3 mei 2013, met dresscode oranje. Ook toont de film hoe ze de middag tevoren werden gespot in de Kalverstraat in Amsterdam, wat tot een grote opstopping leidde.
Op 11 maart 2016 werd bekend dat Harry Styles was gecast voor een nog onbekende rol in de film Dunkirk (2017) van Christopher Nolan. Styles verbleef hiervoor een korte tijd in het Nederlandse Urk, waar een gedeelte van de film werd opgenomen.

## Tournees
- Up All Night Tour (2011-2012)
- Take Me Home Tour (2013)
- Where We Are Tour (2014)
- On the Road Again Tour (2015)

## Spotify
- In november 2014 werd bekend dat de nummers van de band meer dan een miljard keer zijn afgespeeld op muziekdienst Spotify.[22]